# Mezinárodní trestní soud
Mezinárodní trestní soud (MTS, anglicky International Criminal Court – zkráceně ICC) je mezinárodní soud sídlící v nizozemském Haagu. Jde o jediný stálý mezinárodní soud s jurisdikcí stíhat a trestat jednotlivce zodpovědné za mezinárodní trestné činy genocidy, zločinů proti lidskosti, válečných zločinů a od roku 2010 definovaný zločin agrese.

Členské státy Římského statutu:
Stát ratifikoval
Stát podepsal, ale neratifikoval
Stát ratifikoval, ale později vystoupil
Stát podepsal, ale později stáhl svůj podpis
Není signatářem

Vznikl v roce 2002 na základě Římského statutu přijatého na mezinárodní konferenci roku 1998.

## Historie a vznik
Mezinárodní trestní soud, o jehož vzniku se vedly diskuse již před druhou světovou válkou (rumunský profesor Vespasian Pella; vznik stálého mezinárodního trestního soudu předvídala rovněž Úmluva o zabránění terorismu z roku 1937 – ratifikována však byla pouze Indií a nikdy nevstoupila v platnost), vznikl jako reakce na zkušenosti s fungováním ad hoc tribunálů, jakými jsou Mezinárodní trestní tribunál pro bývalou Jugoslávii (1993) nebo Mezinárodní trestní tribunál pro Rwandu (1994).
Na popud OSN byl 17. července 1998 na mezinárodní konferenci v Itálii přijat Římský statut Mezinárodního trestního soudu (Rome Statute of the International Criminal Court). Poměr hlasů byl 120 pro ku 7 proti, hlasování se zdrželo 21 delegátů. Proti byly USA, Izrael, Čína, Irák, Katar, Libye a Jemen. Spojené státy (v době, kdy byl prezidentem Bill Clinton) smlouvu podepsaly, ale už ji neratifikovaly; George W. Bush po nástupu do úřadu v roce 2001 odvolal i její podpis.
Požadovaný počet šedesáti ratifikací dosáhl Statut 11. dubna 2002, čímž vstoupil v platnost. K 1. lednu 2006 počet ratifikací dosáhl už 100. Oficiální vznik soudu je 1. července 2002, což je také datum, od kterého se počítá jeho působnost (stíhání a trestání zločinů spáchaných před tímto datem není tedy v pravomoci Mezinárodního trestního soudu, a mohou být na mezinárodní úrovni postihovány zřizováním ad hoc mezinárodních trestních soudů či tribunálů – např. Zvláštní soud pro Sierru Leone; vznik Mezinárodního trestního soudu rovněž nevylučuje pravomoc Rady bezpečnosti OSN zřizovat v budoucnu další ad hoc tribunály).
Česká republika Statut podepsala 13. dubna 1999; souhlas s ratifikací vyslovil parlament v roce 2008, prezident Václav Klaus pak smlouvu po váhání podepsal 8. července 2009. Ve Sbírce mezinárodních smluv vyšlo sdělení o ratifikaci jako č. 84/2009 Sb. m. s., s účinností od 1. října 2009.

## Jurisdikce
Římský statut vymezuje jurisdikci soudu několika kritérii. Aby mohl být nějaký případ soudem vyšetřován nebo stíhán, musí být splněny požadavky jurisdikce a přípustnosti; třemi podmínkami pro jurisdikci jsou: věcná (zda zločin spadá do jurisdikce soudu), místní (čin se stal na území státu spadajícího do jurisdikce soudu nebo je obviněnou osobu občan takového státu) a časová (čin se musel stát až po vzniku soudu).

### Zločiny spadající do jurisdikce soudu
Mezinárodní trestní soud se zabývá jen nejzávaznějšími zločiny, „kterými je dotčeno mezinárodní společenství jako celek“::čl. 5
- zločin genocidy,
- zločiny proti lidskosti,
- válečné zločiny a
- zločin agrese.

Vedle definice těchto zločinů přímo ve Statutu také existuje dokument definující znaky skutkové podstaty zločinů, schválený shromážděním smluvních stran, který pomáhá soudu při interpretaci a aplikaci Statutu.
Mimo tyto zločiny má soud jurisdikci i nad trestnými činy proti výkonu spravedlnosti, kdy některé osoby narušují činnost soudu.:čl. 70

#### Genocida
Zločin genocidy zahrnuje činy páchané s cílem „zničit úplně nebo částečně některou národní, etnickou, rasovou nebo náboženskou skupinu jako takovou“, přičemž jde o::čl. 6
- usmrcení příslušníků takové skupiny;
- způsobení těžkých tělesných ublížení nebo duševních poruch členům takové skupiny;
- úmyslné uvedení kterékoli skupiny do takových životních podmínek, které mají přivodit její úplné nebo částečné fyzické zničení;
- opatření směřující k tomu, aby se v takové skupině bránilo rození dětí;
- násilné převádění dětí z jedné skupiny do jiné.

Tato definice genocidy je identická s tou v Úmluvě o zabránění a trestání zločinu genocidia.:čl. II

#### Zločiny proti lidskosti
Za zločiny proti lidskosti považuje Statut některé násilné činy, pokud jsou páchány „v rámci rozsáhlého nebo systematického útoku zaměřeného proti civilnímu obyvatelstvu při vědomí existence takového útoku“ (čímž je myšleno opakované páchání takových činů v souladu s politickou linií státu nebo organizace)::čl. 7
- vražda;
- vyhlazování (úmyslné uvedení do životních podmínek, které mají přivodit zničení části obyvatelstva, např. znemožnění přístupu k potravinám a lékům);
- zotročování;
- deportace nebo násilný přesun obyvatelstva;
- mučení;
- znásilnění, sexuální otroctví, nucená prostituce, nucené těhotenství (tím je myšleno oplodnění ženy bez jejího souhlasu s cílem ovlivnit etnické složení obyvatelstva nebo jinak závažně porušit mezinárodní právo), nucená sterilizace nebo jiné formy sexuálního násilí srovnatelné závažnosti;
- perzekuce (úmyslné a závažné zbavení základních práv v rozporu s mezinárodním právem) jakékoli identifikované skupiny nebo kolektivu z důvodů politických, rasových, národnostních, etnických, kulturních či náboženských nebo z důvodu pohlaví či z jiných důvodů, jež jsou podle mezinárodního práva všeobecně považovány za nepřípustné, v souvislosti se zločiny spadajícími do jurisdikce soudu);
- nedobrovolné mizení osob (zatýkání, zadržování nebo únosy osob prováděné státem nebo politickou organizací následované utajováním osudu nebo místa pobytu těchto osob s úmyslem dlouhodobě držet tyto osoby mimo dosah zaručené právní ochrany);
- zločin apartheidu (nelidské činy páchané v rámci institucionalizováného režimu systematického útlaku a nadvlády jedné rasové skupiny nad jinou rasovou skupinou nebo skupinami a páchané s úmyslem zachovat tento režim).

#### Válečné zločiny
Do jurisdikce soudy spadají také válečné zločiny, „zejména jsou-li páchány v rámci plánu či politické linie nebo v rámci rozsáhlého páchání trestné činnosti tohoto typu“.:čl. 8
Válečnými zločiny se rozumí jednak závažná porušení Ženevských úmluv, zejména::čl. 8
- úmyslné zabití;
- mučení nebo nelidské zacházení, včetně biologických pokusů;
- úmyslné způsobení velkého utrpení nebo vážné tělesné újmy či poruchy zdraví;
- rozsáhlé ničení a přivlastňování majetku, které není ospravedlněno vojenskou nutností a které je prováděno protiprávním a svévolným způsobem;
- nucení válečných zajatců nebo jiných chráněných osob ke službě ve vojsku nepřátelské mocnosti;
- svévolné zbavení válečného zajatce nebo jiné chráněné osoby práva na spravedlivé a řádné řízení;
- protiprávní deportace či přesun nebo protiprávní zbavení osobní svobody;
- braní rukojmích.

Vedle těchto zločinů, které se týkají jen mezinárodních konfliktů, se v případě ozbrojeného konfliktu jiné než mezinárodní povahy za válečné zločiny považují také vážná porušení článku 3 společného Ženevským úmluvám, zejména tyto činy páchané proti osobám, které se aktivně neúčastní nepřátelských akcí::čl. 8
- násilné činy proti životu a osobě, zejména vražda, mrzačení, kruté zacházení a mučení;
- těžké urážky lidské důstojnosti, zejména pokořující a ponižující zacházení;
- braní rukojmích;
- ukládání trestů a vykonávání poprav bez předchozího rozsudku vyneseného řádně ustaveným soudem poskytujícím veškeré záruky soudního řízení, které jsou obecně považovány za nezbytné.

Válečnými zločiny jsou také jiné případy závažného porušení zákonů a obyčejů v existujícím rámci mezinárodního práva, například vedení útoků proti civilnímu obyvatelstvu a objektům, vůči mírovým misím či humanitární pomoci, zabití či zranění vzdávajících se kombatantů, zneužití vlajky příměří, vojenských insignií a stejnokroje nepřítele nebo OSN, přesídlování vlastního civilního obyvatelstva na okupované území, proradné zabití nebo zranění, prohlášení, že nikdo nebude ušetřen, prohlášení práv občanů znepřátelené strany za zrušené, nucení občanů znepřátelené strany k účasti na vojenských operacích proti své vlastní zemi, plenění, používání zakázaných zbraní a látek, těžké urážky lidské důstojnosti, sexuální násilí, vyhladovění civilních osob, odvody či nábor dětských vojáků.:čl. 8

#### Zločin agrese
Původní text Římského statutu, schválený v roce 1998, neobsahoval definici zločinu agrese a stanovil, že do pravomoci soudu bude spadat až poté, co shromáždění smluvních stran definici a podmínky stíhání agrese schválí.:čl. 5 bod 2. K tomu došlo na konferenci v Ugandě, která se konala v červnu 2010, jurisdikci soud získal k 17. červenci 2018 po ratifikací třiceti zeměmi a schválením shromážděním smluvních stran.
Zločin agrese spočívá v „plánování, přípravě, zahájení nebo provedení útočného činu, který svou povahou, závažností a rozsahem zakládá zjevné porušení Charty Organizace spojených národů, osobou v postavení, které jí umožňuje efektivně vykonávat kontrolu nad státem nebo řídit jeho politické nebo vojenské akce“. Útočným činem se rozumí „použití ozbrojené síly státem proti svrchovanosti, územní celistvosti nebo politické nezávislosti jiného státu nebo jakýmkoli jiným způsobem neslučitelným s Chartou Organizace spojených národů“. Mezi takové útočné činy výslovně patří sedm činů jmenovaných v rezoluci Valného shromáždění OSN č. 3314 z roku 1974, když se jich dopustí jeden stát vůči jinému (bez ohledu na to, zda došlo k vyhlášení války)::čl. 8 bis
- vpád nebo útok na území jiného státu nebo jakákoli i dočasná okupace, která je výsledkem takového útoku, nebo násilné připojení území jiného státu nebo jeho části;
- bombardování území jiného státu nebo jakékoli použití zbraní proti území jiného státu;
- blokáda přístavů nebo pobřeží,
- útok na pozemní, námořní nebo letecké síly jiného státu;
- použití ozbrojených sil, které jsou na území cizího státu se souhlasem přijímajícího státu, v rozporu s podmínkami daného souhlasu, nebo prodloužení jejich přítomnosti po ukončení platnosti tohoto souhlasu;
- jednání státu, který svolil k použití svého území jiným státem ke spáchání útočného činu proti třetímu státu;
- vyslání ozbrojených band, skupin, příslušníků nepravidelných ozbrojených sil nebo žoldnéřů vůči jinému státu v tak závažné míře, že je to ekvivalentní výše uvedeným činům.

#### Trestní činy proti výkonu spravedlnosti
Soud má v souvislosti se svým působením jurisdikci také nad následujícími trestnými činy, pokud jsou spáchány úmyslně::čl. 70
- křivá výpověď podaná soudu osobou, která přísahala, že bude vypovídat pravdivě,
- vědomé předkládání nepravdivých či padělaných důkazů;
- podplácení svědka, maření či bránění výpovědi svědka u soudu, pomsta svědkovi nebo ničení a pozměňování důkazů nebo bránění ve shromažďování důkazů;
- ztěžování plnění úkolů pracovníka soudu, jeho zastrašování či jiné působení na něj, aby nekonal nebo nesprávně konal některé povinnosti;
- pomsta vůči pracovníkovi soudu pro výkon pracovních povinností;
- vyžadování nebo přijímání úplatku pracovníkem soudu v souvislosti s úředními povinnostmi.

### Časové omezení jurisdikce
Do jurisdikce soudu spadají pouze zločiny spáchané po vstupu Statutu v platnost (tzn. od 1. července 2002) nebo od pozdější doby, kdy se příslušný stát stal smluvní stranou.:čl. 11
Zločiny spadající do jurisdikce soudu jsou však nepromlčitelné.:čl. 29
Z jurisdikce soudu jsou vyňaty osoby, které byly v době spáchání činu mladší osmnácti let.:čl. 26

### Územní omezení jurisdikce
Jurisdikce soudu se vztahuje na případy, ke kterým buď došlo na území smluvního státu (popř. na palubě lodi či letadla registrovanými takovým státem), nebo byly spáchány občanem smluvního státu.:čl. 12
Stát, který není smluvní stranou, může dobrovolně přijmout jurisdikci soudu nad nějakým zločinem pomocí prohlášení uloženého u tajemníka soudu.:čl. 12

### Odložení vyšetřování nebo stíhání
Rada bezpečnosti OSN může rezolucí uložit soudu, aby dvanáct měsíců nezahajoval nějaké vyšetřování či stíhání, případně v něm nepokračoval; takovou žádost může také obnovit.:čl. 16

### Přípustnost
Mezinárodní trestní soud funguje na základě principu komplementarity vůči národním trestním jurisdikcím;:čl. 1 má stíhat jen zločiny, které jednotlivé země nechtějí nebo nemohou stíhat samy.
Pokud tedy v dané věci vede vyšetřování nebo stíhání stát, do jehož jurisdikce věc spadá, případně se stát rozhodl danou osobu nestíhat, popřípadě již dotčená osoba byla pro tyto skutky souzena, rozhodne soud, že je tato věc nepřípustná. Výjimkou jsou situace, kdy soud dojde k závěru, že příslušný stát není ochoten či schopen věc stíhat (včetně řízení, které je vedeno jen za účelem ochrany dotčené osoby vůči odpovědnosti před Mezinárodním trestním soudem, neopodstatněným průtahům, případně nevedení řízení nezávislým a nestranným způsobem).:čl. 17 Jakmile se žalobce rozhodne zahájit vyšetřování, informuje o tom státy, které by měly mít jurisdikci nad danými zločiny; ty mohou do jednoho měsíce sdělit soudu, že budou tuto trestnou činnost vyšetřovat, načež žalobce odloží vyšetřování a nechá se státem informovat o postupu vyšetřování a následného stíhání.:čl. 18
Soud se zabývá jen „dostatečně závažnými“ věcmi,:čl. 17 u kterých musí dojít k závěru, že vyšetřování je „v zájmu spravedlnosti vzhledem ke všem okolnostem případu, včetně závažnosti zločinu, zájmů obětí a věku či nemoci domnělého pachatele a jeho podílu na domnělém zločinu“.:čl. 53

## Struktura a organizace soudu
Soud je řízen shromážděním smluvních stran, které je tvořeno zástupci smluvních stran Statutu. Shromáždění volí funkcionáře soudu, schvaluje jeho rozpočet a případné změny Statutu.:čl. 112 Samotný soud se skládá ze čtyř orgánů: předsednictva, trojice soudních úseků, úřadu žalobce a kanceláře.:čl. 34

### Shromáždění smluvních stran

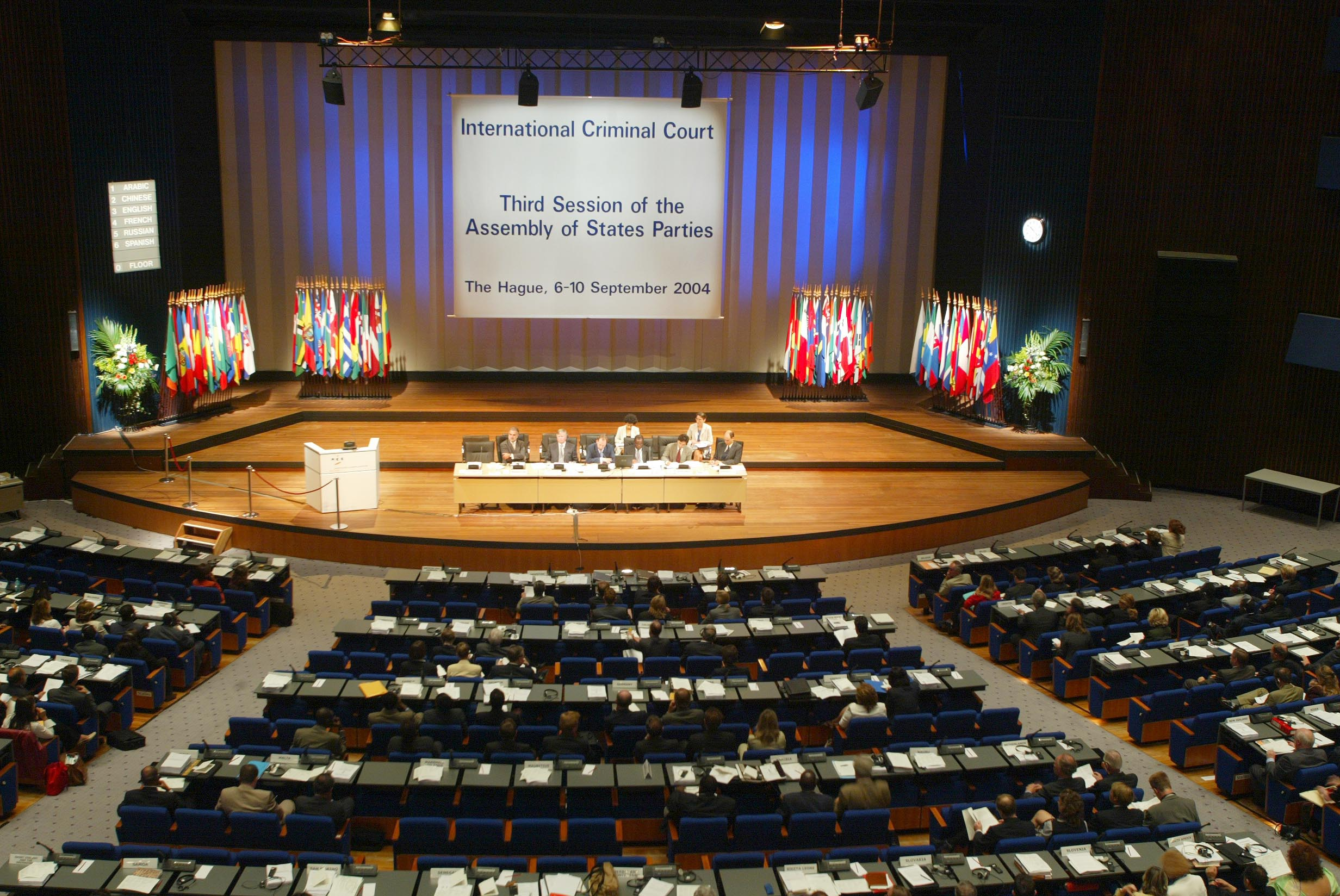
Jednání shromáždění smluvních stran v Haagu v roce 2004

Shromáždění smluvních stran je tvořeno zástupci smluvních stran Statutu. Každá smluvní strana má ve shromáždění jednoho zástupce; státy, které Statut podepsaly, ale nejsou smluvní stranou, se mohou shromáždění účastnit jako pozorovatelé. Smluvní strany mají při hlasování každá jeden hlas, ale „má být vyvinuto veškeré úsilí k dosažení rozhodnutí na základě konsensu“. Při rozhodování ve věcných otázkách se rozhodnutí přijímají alespoň dvoutřetinovou většinou přítomných a hlasujících, přičemž kvórem je absolutní většina smluvních stran.:čl. 112
Shromáždění volí funkcionáře soudu, zajišťuje dozor nad orgány soudu, definuje znaky skutkové podstaty zločinů:čl. 9 spadajících do jurisdikce soudu, přijímá Jednací a důkazní řád, projednává a rozhoduje o rozpočtu soudu a případně schvaluje změny Statutu.:čl. 112 V případě závažného zneužití postavení nebo závažného porušení povinností soudce, žalobce, zástupce žalobce, tajemníka nebo zástupce tajemníka může shromáždění rozhodnout o jejich odvolání z funkce (u soudců na základě doporučení odvolání schváleného dvoutřetinovou většinou ostatních soudců).:čl. 46
Shromáždění si volí reprezentativní výbor sestávající z předsedy, dvou místopředsedů a osmnácti členů volených na tříleté funkční období. Výbor se schází podle potřeby, avšak alespoň jednou ročně.:čl. 112
Shromáždění se schází jednou ročně v sídle soudu nebo v sídle OSN, či v případě potřeby může výbor z vlastní iniciativy nebo na žádost jedné třetiny smluvních stran svolat zvláštní zasedání.:čl. 112

### Orgány soudu

#### Předsednictvo

Předsedkyně soudu Tomoko Akaneová

Předsednictvo je tvořené předsedou, prvním a druhým místopředsedou, kteří jsou ze soudců soudu voleni absolutní většinou hlasů na tříleté funkční období (popř. do doby skončení jejich mandátu soudce, pokud nastane dříve), přičemž mohou být jednou znovuzvoleni. Předsednictvo je odpovědné zejména za řádnou správu soudu s výjimkou úřadu žalobce.:čl. 38
Od 11. března 2024 je předsedkyní soudu japonská soudkyně Tomoko Akaneová, která je u soudu od roku 2018; její první funkční období předsedkyně skončí v roce 2027. Prvním místopředsedou je italský soudce Rosario Salvatore Aitala, druhou místopředsedkyní je beninská soudkyně Reine Alapini-Gansouová.
| Předseda       | Předseda                     | 1. místopředseda | 1. místopředseda               | 2. místopředseda | 2. místopředseda           |
| Funkční období | Osoba                        | Funkční období   | Osoba                          | Funkční období   | Osoba                      |
| 2003–2006      | Philippe Kirsch              | 2003–2006        | Akua Kuenyehia                 | 2003–2006        | Elizabeth Odio Benito      |
| 2006–2009      | Philippe Kirsch              | 2006–2009        | Akua Kuenyehia                 | 2006–2009        | René Blattmann             |
| 2009–2012      | Song Sang-hyun               | 2009–2012        | Fatoumata Dembele Diarra       | 2009–2012        | Hans-Peter Kaul            |
| 2012–2015      | Song Sang-hyun               | 2012–2015        | Sanji Mmasenono Monageng       | 2012–2015        | Cuno Tarfusser             |
| 2015–2018      | Silvia Fernández de Gurmendi | 2015–2018        | Joyce Aluoch                   | 2015–2018        | Kuniko Ozaki               |
| 2018–2021      | Chile Eboe-Osuji             | 2018–2021        | Robert Fremr                   | 2018–2021        | Marc Perrin de Brichambaut |
| 2021–2024      | Piotr Hofmański              | 2021–2024        | Luz del Carmen Ibáñez Carranza | 2021–2024        | Antoine Kesia-Mbe Mindua   |
| 2024–...       | Tomoko Akane                 | 2024–...         | Rosario Salvatore Aitala       | 2024–...         | Reine Alapini-Gansou       |

#### Soudní úseky
Soud tvoří osmnáct soudců, volených v tajném hlasování Shromáždění smluvních stran alespoň dvoutřetinovou většinou. Kandidáty na soudce smějí být jen nestranné a bezúhonné osoby vysoké mravní úrovně splňující podmínky pro výkon nejvyšších soudních funkcí ve svých státech. Musí být uznávanými odborníky v oblasti trestního práva s praxí ve funkci soudce, žalobce, advokáta nebo obdobné funkci (z těchto kandidátů je zvoleno alespoň devět soudců), anebo uznávaným odborníkem v příslušných oblastech mezinárodního práva a mít rozsáhlou praxi v související právnické funkci (z těchto kandidátů je zvoleno alespoň pět soudců). Soudci musí plynně hovořit alespoň jedním z pracovních jazyků soudu (angličtina, francouzština).:čl. 36
Všichni soudci musí být občany některého ze smluvních států, přičemž žádní dva soudci nesmí být občanem stejné země. Při jejich výběru mají smluvní strany zohledňovat potřebu zastoupení hlavních světových právních systémů, rovnoměrné zastoupení geografických oblastí a spravedlivé zastoupení žen a mužů; také by měly zohlednit potřebu zařazení soudců se znalostmi z určitých oborů.:čl. 36
Funkční období soudce je devítileté a soudce nesmí být zvolen znovu.:čl. 36
Soudci jsou organizováni do odvolacího úseku, projednacího úseku a přípravného úseku. Odvolací úsek tvoří předseda soudu a čtyři další soudci, projednací a přípravný úsek jsou nejméně po šesti soudcích; projednací úsek se pak dělí na tříčlenné senáty, přípravný úsek pak na senáty tvořené jedním nebo třemi soudci. Soudci odvolacího úseku působí po celé své funkční období pouze na tomto úseku.:čl. 39

#### Úřad žalobce
Úřad žalobce je nezávislý samostatný orgán soudu vedený žalobcem, kterému pomáhá nejméně jeden zástupce žalobce. Úřad žalobce odpovídá za přijímání oznámení a podložených informací o zločinech spadajících do jurisdikce soudu, jejich prověření a vedení vyšetřování a stíhání před soudem. Žalobce a jeho zástupce volí absolutní většinou shromáždění smluvních stran na devítileté funkční období, po kterém nemohou být zvoleni podruhé. Na kandidáty jsou kladeny obdobné nároky jako na soudce; žalobce a zástupce musí být občany různých zemí.:čl. 42
Od roku 2021 je žalobcem britský právník Karim Ahmad Khan. Jeho zástupci jsou senegalský právník Mame Mandiaye Niang a fidžijská právnička Nazhat Shameemová Khanová.
| Jméno              | Země               | Datum zvolení     | Datum nástupu do funkce | Datum skončení výkonu funkce |
| ------------------ | ------------------ | ----------------- | ----------------------- | ---------------------------- |
| Luis Moreno Ocampo | Argentina          | 21. dubna 2003    | 16. června 2003         | 15. června 2012              |
| Fatou Bensoudová   | Gambie             | 12. prosince 2012 | 16. června 2012         | 15. června 2021              |
| Karim A. A. Khan   | Spojené království | 12. února 2021    | 16. června 2021         | 15. června 2030              |

#### Kancelář
Kancelář odpovídá za správu a služby soudu netýkající se jeho soudních funkcí a funkcí žalobce. Kancelář vede tajemník, který je hlavním administrativním úředníkem soudu. Tajemníka na pětileté funkční období volí soudci v tajném hlasování s přihlédnutím k doporučení smluvních stran; na tajemníkovo doporučení mohou soudci zvolit také zástupce tajemníka. V rámci kanceláře působí také útvar pro služby obětem a svědkům, který zajišťuje ochranná a bezpečnostní opatření, poradenskou činnost a jinou vhodnou pomoc svědkům, obětem či jiným osobám ohroženým v důsledku projednávání.:čl. 43
Od roku 2023 je tajemníkem soudu ekvádorský právník Osvaldo Zavala Giler.

### Personál
Žalobce a tajemník dále zaměstnávají podle potřeby svých úřadů kvalifikovaný personál (včetně vyšetřovatelů pro úřad žalobce).:čl. 44 K roku 2023 soud zaměstnával přibližně 900 osob ze zhruba sta zemí.

## Soudní procedura

### Principy aplikované soudem
Soud se při svém rozhodování řídí některými obecnými zásadami trestního práva, které jsou i výslovně uvedeny ve Statutu:
- ne bis in idem – soud nemůže stíhat osoby, které již pro daný skutek jednou odsoudil nebo zprostil obvinění, ani pokud takto rozhodl jiný soud, leda by takové jednání nebylo vedeno řádně a nestranně.[3]:čl. 20
- nullum crimen sine lege – soud může stíhat pouze činy, které v době spáchání naplnily znaky zločinu spadajícího do jurisdikce soudu; skutková podstata musí být případně vykládána ve prospěch stíhané osoby.[3]:čl. 22
- nulla poena sine lege – soudem smí být udělen trest pouze v souladu se Statutem.[3]:čl. 23
- zákaz retroaktivity – soud může trestní odpovědnost vyvozovat až za činy spáchané od vstupu Statutu v platnost; v případě změny použitelného práva se uplatňuje právo příznivější stíhané osobě.[3]:čl. 24
- presumpce neviny – dokud není jeho vina prokázána, musí být každý považován za nevinného; břemeno dokazování viny leží na žalobci a aby byl obviněný odsouzen, musí být soud přesvědčen o vině obviněného nade vší pochybnost.[3]:čl. 66

Osoby vyšetřované soudem nesmějí být nuceny vypovídat proti sobě, nuceny k doznání, vystaveny nátlaku, hrozbám či mučení; v případě potřeby musejí mít k dispozici tlumočníka a nesmějí být zadržovány jinak než v souladu se Statutem. Osoby, které jsou podezřelé ze spáchání zločinu spadajícího do jurisdikce soudu, mají právo být upozorněny na to, že jsou důvodně podezřelé, mají právo odepřít výpověď a mají právo na právní pomoc, která musí případně být bezplatná.:čl. 55

### Vyšetřování, přípravné a hlavní líčení
O potenciálním zločinu může podat žalobci oznámení buď smluvní strana, nebo Rada bezpečnosti OSN, ale žalobce může zahájit vyšetřování také z vlastní iniciativy.:čl. 13 Žalobce nejprve provede předběžné zkoumání, aby zjistil, zda dostupné informace základají opodstatněný důvod k vyšetřování; pokud ano, předloží přípravnému senátu žádost o povolení vyšetřování:čl. 15 Přípravný senát může v průběhu vyšetřování vystavovat zatýkací rozkazy či předvolání na podezřelé, případně jiné osoby, které je potřeba zajistit.:čl. 58
Před zahájením hlavního líčení přípravný senát provede slyšení o potvrzení obvinění, kde je obviněný informován o obviněních proti němu, žalobce přednese důkazy o tom, že daná osoba spáchala zločin, ze kterého je obviněna, přičemž obviněný může vznášet námitky proti obviněním, napadat důkazy žalobce a předkládat svoje vlastní. Přípravný senát na základě tohoto slyšení rozhodne, zda existují dostatečné důkazy nasvědčující tomu, že osoba se dopustila každého ze zločinů, z nichž byla obviněna. Pokud potvrdí obvinění, ustaví předsednictvo soudu projednací senát, který odpovídá za průběh následného řízení.:čl. 61
Hlavní líčení probíhá v přítomnosti obviněného před tříčlenným senátem soudců projednacího úseku; jednání je veřejné, ale senát může rozhodnout o tom, že jisté části řízení budou konány s vyloučením veřejnosti. Senát zhodnotí důkazy a celé řízení po tajné poradě vynese rozhodnutí. To by mělo být jednomyslné, pokud toho nelze dosáhnout, přijímá se většinou hlasů soudců. Rozhodnutí je vyhotoveno písemně a je vyhlášeno ve veřejném zasedání.:čl. 74 Soud také stanoví zásady pro odškodnění, které může nařídit přímo odsouzenému, anebo nařídí odškodnění ze svěřeneckého fondu (do něj můžou být převáděny prostředky získané z peněžitých trestů a trestů propadnutí majetku).:čl. 75
Byl-li obviněný uznán vinným, rozhodne soud o přiměřeném trestu.:čl. 76

### Tresty
Trestem, který může soud uložit osobě odsouzené za zločin v jurisdikci soudu, může být jednak trest odnětí svobody – ten buď na dobu nepřekračující třicet let, anebo trest na doživotí (pokud to odůvodňuje mimořádná závažnost zločinu a osobní poměry odsouzeného) – anebo trest peněžitý či trest propadnutí výnosů, majetku a aktiv, která pocházejí přímo či nepřímo z daného zločinu.:čl. 77
Pokud byla osoba odsouzena za více než jeden zločin, je jí udělen trest za každý zločin a následně souhrnný trest stanovící celkovou délku odnětí svobody, která nesmí být nižší než nejvyšší z jednotlivých uložených trestů.:čl. 78

### Odvolání a přezkum
Žalobce i odsouzený mohou podat odvolání proti rozhodnutí soudu.:čl. 81 To projedná odvolací senát, který může zrušit či změnit rozhodnutí, může nařídit nové projednání věci před projednacím senátem, anebo může změnit výrok o trestu; o rozsudku rozhoduje odvolací senát většinou hlasů soudců a vyhlašuje ho ve veřejném zasedání.:čl. 83
Odsouzený, případně po jeho smrti i další osoby, mohou požádat odvolací senát o přezkum pravomocného rozhodnutí, pokud vyšly najevo významné nové skutečnosti či důkazy. Pokud odvolací senát shledá, že je žádost důvodná, může svolat znovu původní projednací senát, ustavit nový, nebo sám rozhodnout, zda je potřeba přezkoumat rozsudek.:čl. 84

### Vykonávací řízení
Trest odnětí svobody se vykonává ve státu určeném soudem ze seznamu států, které soud uvědomily o své ochotě přijímat odsouzené.:čl. 103 Trest je pro smluvní strany závazný a nesmí jej měnit, o změně smí rozhodnout pouze soud.:čl. 105 Podmínky výkonu trestu se řídí právním řádem příslušné země, ale musí být v souladu s široce uznávanými mezinárodními standardy a musí být srovnatelné s podmínkami pro odsouzené za podobné trestné činy v tomto státě; výkon trestu podléhá dozoru soudu.:čl. 106
Po vykonání dvou třetin trestu, resp. po 25 letech v případě doživotního trestu, přezkoumá soud trest a rozhodne, zda by případně měl být trest snížen.:čl. 110

## Vybavení soudu

### Sídlo soudu

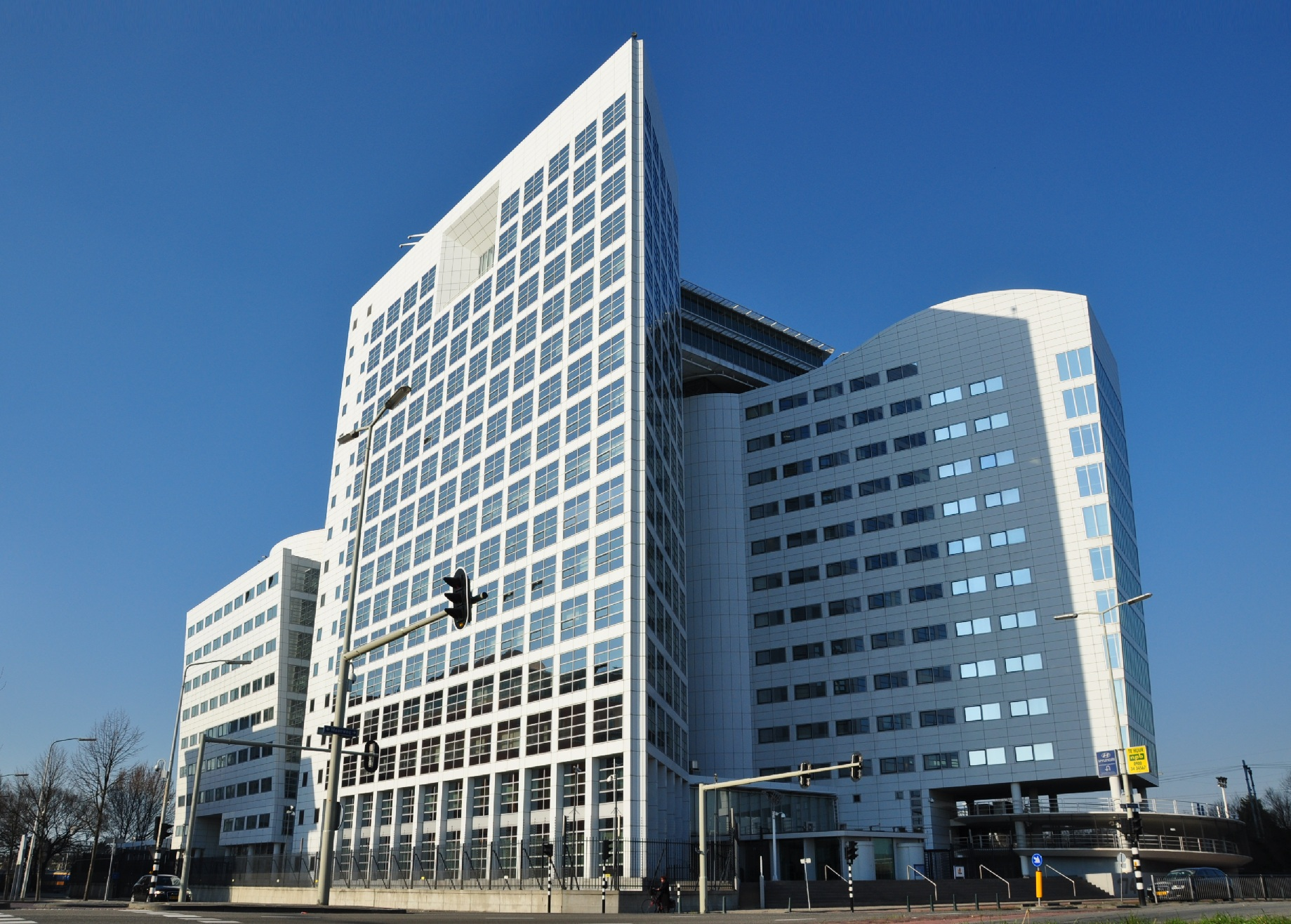
Původní dočasné sídlo soudu

Oficiální sídlo soudu leží v nizozemském Haagu, ale soud může zasedat i kdekoli jinde.:čl. 3
Zpočátku soud fungoval v dočasném sídle poskytnutém nizozemským státem, kterým byla bývalá budova KPN na východ od centra Haagu, na adrese Maanweg 174. Pro trvalé sídlo věnovalo Nizozemsko pozemek bývalých kasáren Alexanderkazerne a v roce 2008 uspořádalo mezinárodní architektonickou soutěž. Z ní byla vybrána dánská architektonická firma Schmidt Hammer Lassen. Na přelomu let 2011/12 proběhla demolice kasáren, od dubna 2013 probíhala stavba budovy, do svého trvalého sídla se soud přesunul v prosinci 2015, přičemž symbolické slavnostní otevření sídla proběhlo 19. dubna 2016.
Sídlo leží na adrese Oude Waalsdorperweg 10 v tzv. „mezinárodní zóně“ Haagu, kde sídlí také další mezinárodní organizace jako např. Mezinárodní soudní dvůr či Europol.
Vedle oficiálního sídla má soud také styčný úřad pří sídle OSN v New Yorku a také úřadovny v zemích, ve kterých právě probíhá vyšetřování.

### Věznice
Osoby zadržované soudem jsou v průběhu vyšetřování a soudu umístěny ve vyhrazené části věznice ve Scheveningenu. Samotný trest se však zde zpravidla nevykonává – odsouzení, kterým byl vyměřen trest odnětí svobody, jsou k jeho vykonání předáni některému smluvnímu státu.:čl. 103

## Financování
Soud je financován vyměřenými příspěvky smluvních stran.:čl. 115 Výše příspěvků se určuje stejným mechanismem jako příspěvky států Organizaci spojených národů (tzn. odvozuje se od schopnosti jednotlivých zemí platit, na základě jejich velikosti a hospodářské síly; přičemž existují limity, jak velkou část rozpočtu, může hradit jedna země).:E
Rozpočet úřadu na rok 2024 činí 187 milionů eur.

## Vyšetřování a trestní řízení

### Probíhající vyšetřování
| Případ                           | Vyšetřované konflikty                                        | Předkladatel                   | Datum předložení  | Období předběžného vyšetřování | Datum zahájení vyšetřování | Aktuální stav       |
| -------------------------------- | ------------------------------------------------------------ | ------------------------------ | ----------------- | ------------------------------ | -------------------------- | ------------------- |
| Konžská demokratická republika I | Druhá válka v Kongu, Konflikt v Kivu                         | Konžská demokratická republika | 19. dubna 2004    | od 16. července 2003           | 23. června 2004            | 1. fáze vyšetřování |
| Pobřeží slonoviny                | Druhá občanská válka v Pobřeží slonoviny                     | —                              | —                 | od 1. října 2003               | 3. října 2011              | 1. fáze vyšetřování |
| Dárfúr, Súdán                    | Konflikt v Dárfúru                                           | Rada bezpečnosti OSN           | 31. března 2005   | od 1. dubna 2005               | 6. června 2005             | 1. fáze vyšetřování |
| Afghánistán                      | Válka v Afghánistánu (2001–2021)                             | —                              | —                 | od roku 2007                   | 5. března 2020             | 1. fáze vyšetřování |
| Libye                            | První občanská válka v Libyi, Druhá občanská válka v Libyi   | Rada bezpečnosti OSN           | 26. února 2011    | od 28. února 2011              | 3. března 2011             | 1. fáze vyšetřování |
| Mali                             | Válka v Mali                                                 | Mali                           | 18. července 2012 | od 18. července 2012           | 16. ledna 2013             | 1. fáze vyšetřování |
| Ukrajina                         | Euromajdan, Rusko-ukrajinská válka, Ruská invaze na Ukrajinu | Albánie a další                | 2. března 2022    | od 25. dubna 2014              | 2 března 2022              | 1. fáze vyšetřování |
| Stát Palestina                   | Operace Ochranné ostří, Izraelské osady, Válka v Pásmu Gazy  | Palestina                      | 22. května 2018   | od 16. ledna 2015              | 3. března 2021             | 1. fáze vyšetřování |
| Burundi                          | Násilné střety v Burundi (2015–2018)                         | —                              | —                 | od 25. dubna 2016              | 25. října 2017             | 1. fáze vyšetřování |
| Filipíny                         | Násilí během tzv. války proti drogám (2011–2019)             | —                              | —                 | od 8. února 2018               | 15. září 2021              | 1. fáze vyšetřování |
| Venezuela                        | Násilí během vlády Nicoláse Madura                           | Argentina a další              | 27. září 2018     | od 8. února 2018               | 3. listopadu 2021          | 1. fáze vyšetřování |
| Bangladéš/Myanmar                | Genocida Rohingů                                             | —                              | —                 | od 18. září 2018               | 14. listopadu 2019         | 1. fáze vyšetřování |

- Stav k 27. 4. 2024[31]

### Ukončená vyšetřování
| Případ                     | Vyšetřované konflikty                                 | Předkladatel            | Datum předložení  | Období předběžného vyšetřování | Datum zahájení vyšetřování | Datum ukončení vyšetřování |
| -------------------------- | ----------------------------------------------------- | ----------------------- | ----------------- | ------------------------------ | -------------------------- | -------------------------- |
| Gruzie                     | Válka v Jižní Osetii (2008)                           | —                       | —                 | od 20. srpna 2008              | 27. ledna 2016             | 16. prosince 2022          |
| Středoafrická republika I  | Boje povstalců a vládních vojsk z let 2002 až 2003    | Středoafrická republika | 7. ledna 2005     | od 7. ledna 2005               | 22. května 2007            | 16. prosince 2022          |
| Středoafrická republika II | Občanská válka ve Středoafrické republice             | Středoafrická republika | 30. května 2014   | od 7. února 2014               | 24. září 2014              | 16. prosince 2022          |
| Keňa                       | Povolební násilí po zvolení prezidenta Mwaie Kibakiho | —                       | —                 | od 5. února 2008               | 31. března 2010            | 27. listopadu 2023         |
| Uganda                     | Boží armáda odporu                                    | Uganda                  | 16. prosince 2003 | od 16. prosince 2003           | 29. července 2004          | 1. prosince 2023           |

- Stav k 27. 4. 2024

### Rozsudky a vydané zatykače
| Případ                           | Počet obviněných | Odsouzení | Osvobození                                                                                           | Ostatní |
| -------------------------------- | ---------------- | --- | --- | --- |
| Konžská demokratická republika I | 6                | Germain Katanga (12 let), Thomas Lubanga Dyilo (14 let), Bosco Ntaganda (30 let)                                 | Mathieu Ngudjolo Chui, Callixte Mbarushimana                                                         | Sylvestre Mudacumura (zemřel před vynesením rozsudku) |
| Uganda                           | 5                | Dominic Ongwen (25 let)                                                                                          | — | Raska Lukwiya, Vincent Otti, Okot Odhiambo (zemřeli před vynesením rozsudku) Joseph Kony (skrývá se)                                                                    |
| Středoafrická republika I        | 5                | Aimé Kilolo Musamba, Jean-Pierre Bemba Gombo, Jean-Jacques Mangenda Kabongo, Fidèle Babala Wandu, Narcisse Arido | — | — |
| Dárfúr, Súdán                    | 7                | — | Bahr Idriss Abu Garda                                                                                | Ali Kushayb (ve vazbě) Abdallah Banda (vyšetřován) Saleh Jerbo (zemřel před vynesením rozsudku) Ahmed Haroun, Umar al-Bašír, Abdel Rahim Mohammed Hussein (skrývají se) |
| Keňa                             | 9                | — | Henry Kosgey, Francis Muthaura, Mohammed Hussein Ali, Uhuru Kenyatta, William Ruto, Joshua Arap Sang | Walter Barasa, Philip Bett (skrývají se) Paul Gicheru (zemřel před vynesením rozsudku)                                                                                  |
| Libye                            | 5                | — | Abdullah Senussi                                                                                     | Muammar Kaddáfí, Tohami Khaled, Mahmoud al-Werfalli (zemřeli před vynesením rozsudku) Sajf al-Islám Kaddáfí (skrývá se)                                                 |
| Pobřeží slonoviny                | 3                | — | Charles Blé Goudé, Laurent Gbagbo, Simone Gbagbo                                                     | — |
| Mali                             | 2                | Ahmad al-Faqi al-Mahdi                                                                                           | — | al-Hassan Ag Abdoul Aziz (ve vazbě, soud probíhá) |
| Středoafrická republika II       | 5                | — | Maxime Jeoffroy Eli Mokom Gawaka                                                                     | Alfred Yekatom, Patrice-Edouard Ngaïssona, Mahamat Said Abdel Kani (ve vazbě) Noureddine Adam (skrývá se)                                                               |
| Gruzie                           | 3                | — | — | Mikhail Mindzaev, Gamlet Guchmazov, David Sanakoev (skrývají se) |
| Ukrajina                         | 6                | — | — | Vladimir Putin, Marija Lvovová-Bělovová, Viktor Sokolov, Sergej Kobylaš, Sergej Šojgu, Valerij Gerasimov (skrývají se)                                                  |
| Palestina                        | 2                | — | — | Benjamin Netanjahu, Jo'av Galant (skrývají se) |

- Stav k 4. 7. 2024

## Kritika a odpůrci
Mezi signatáři není například Vatikán. Jeho představitelé byli organizací Síť obětí katolických kněží (SNAP) u MTS viněni, že kryjí sexuální skandály katolických duchovních. Žaloba byla soudem zamítnuta v červnu 2013 s tím, že záležitost nepatří do jeho jurisdikce.
Rozhodování soudu je často pod politickým tlakem, zejména pokud jsou z válečných zločinů obviněni vysocí státní činitelé, např. súdánský prezident Umar al-Bašír nebo keňský prezident Uhuru Kenyatta. Některé státy neuznávají autoritu Mezinárodního trestního soudu, např. USA, Rusko, Čína nebo Izrael. V roce 2019 USA zavedly vízová omezení pro členy soudu, aby chránily své občany a občany spojeneckých států před stíháním za působení v Afghánistánu.

### Zatykače na ruské představitele
V březnu 2023 vydal Mezinárodní trestní soud zatykač na ruského prezidenta Vladimíra Putina kvůli obvinění ze spáchání válečných zločinů během ruské invaze na Ukrajinu. Rusko odmítlo platnost zatykače a mluvčí Kremlu Dmitrij Peskov prohlásil: „Považujeme samotnou formulaci zatykače za nehoráznou a nepřijatelnou. Rusko – stejně jako řada států – neuznává jurisdikci tohoto soudu, a proto jsou jakákoli rozhodnutí tohoto druhu pro Rusko z hlediska práva neplatná.“ Předseda MTS Piotr Hofmański na to reagoval slovy, že „Soud má jurisdikci nad zločiny spáchanými na území státu, který je stranou dohody, nebo státu, který přijal jeho jurisdikci,“ a to je případ Ukrajiny, která udělila Mezinárodnímu trestnímu soudu jurisdikci nad svým územím. 

### Zatykače na izraelské představitele
Dalším příkladem byly reakce některých představitelů různých států poté, co v květnu 2024 žalobce soudu požádal o vydání mezinárodních zatykačů na izraelského premiéra Benjamina Netanjahua, izraelského ministra obrany Joa’va Galanta a na tři vůdce Hamásu kvůli obvinění ze spáchání válečných zločinů a zločinů proti lidskosti během války v Pásmu Gazy. Například americký ministr zahraničí Antony Blinken uvedl, že je ochoten spolupracovat s americkým Kongresem na vypracování sankcí proti MTS. Žádost o zatykače kritizovaly Spojené státy, Británie, Rakousko, Polsko, Česko, Izrael i Hamás. Podle deníku Middle East Eye tehdejší britský ministr zahraničí David Cameron ještě před podání návrhu na vydání zatykače v dubnu 2024 vyhrožoval vrchnímu žalobci Khanovi, že pokud soud vydá zatykače na izraelské představitele, Velká Británie přestane financovat MTS a odstoupí od Římského statutu.
Český premiér Petr Fiala označil návrh vydat zatykač na izraelského premiéra Benjamina Netanjahua za „děsivý“ a „nepřijatelný“. Česko, Maďarsko a Spojené státy podaly námitky ve věci návrhu zatykače na Benjamina Netanjahua a Joa’va Galanta. Poradce české vlády pro národní bezpečnost Tomáš Pojar prohlásil, že Česko nebude zatykač na Netanjahua respektovat a zvažovalo by odchod z MTS.
Zatykače soud následně vydal 21. listopadu 2024. Maďarský premiér Viktor Orbán krátce po vydání zatykače pozval Netanjahua do Maďarska s tím, že zatykač v Maďarsku „nebude mít žádný účinek”. Během Netanjahuovy návštěvy Orbán oznámil, že Maďarsko odstoupí z MTS. Následně 20. května odstoupení z MTS schválil maďarský parlament.
V únoru 2025 americký prezident Donald Trump podepsal exekutivní příkaz, kterým uvalil sankce na činitele Mezinárodního trestního soudu podílející se na vyšetřování Američanů či občanů spojeneckých zemí, jako je Izrael. V reakci 79 zemí, tedy zhruba dvě třetiny států uznávajících MTS, americké sankce odsoudilo. Sankce například vedly k zákazu udělení víz zaměstnancům soudu, vrchnímu žalobci Karimu Khanovi byl společností Microsoft zablokován účet a v ohrožení byly bankovní účty zaměstnanců u amerických bank.
V červnu následně USA zavedly další sankce na čtyři soudkyně MTS: Reine Adelaide Sophie Alapini Gansou (Benin), Solomy Balungi Bossa (Uganda), Luz del Carmen Ibáñez Carranza (Peru) a Beti Hohler (Slovinsko). Podle USA Bossa a Ibanez Carranza povolily vyšetřování soudu proti občanovi USA v Afghánistánu a Alapini Gansou a Hohle povolily vydání zatykače na Netanjahua a Galanta. Tyto nové sankce následně odsoudilo 48 států včetně Česka.

### Ruský pokus o infiltraci soudu
V červnu 2022 oznámila nizozemská rozvědka AIVD, že odhalila ruského špiona, který se jako stážista s falešnými doklady pokoušel infiltrovat do MTS. Sergej Čerkasov vystupoval jako brazilský státní příslušník Viktor Muller Ferreira. Byl zadržen na nizozemském letišti, prohlášen za nežádoucího a odeslán nejbližším letem zpět do Brazílie, kde čeká na soudní proces. Podle šéfa nizozemské tajné služby Erika Akerbooma se Rusko snaží získat nezákonný přístup k informacím v rámci Mezinárodního trestního soudu, který mimo jiné vyšetřuje zločiny spáchané během ruské invaze na Ukrajinu. Rozvědka to vyhodnotila jako hrozbu na vysoké úrovni.

### Izraelská špionáž zaměstnanců soudu
Na konci května 2024 vyšla investigativní reportáž britského deníku The Guardian a izraelských médií +972 a Local call o roky trvající špionáži Izraele v Mezinárodním trestním soudu. Podle reportáže měl Izrael sledovat e-maily, telefonáty a zprávy zaměstnanců soudu včetně prokurátorů, a podílet se na útocích na jejich reputaci a údajně jim také vyhrožoval. Izraelské zpravodajské služby, které se na akci podílely (tedy Šin bet, Aman a Jednotka 8200) přímo reportovaly premiérovi Netanjahuovi. Tajná izraelská akce proti Mezinárodnímu trestnímu soudu začala roku 2015, kdy se Palestina stala členským státem MTS. Zpravodajské služby sledovaly podle novinářů přibližně 60 lidí, polovina z nich byli Palestinci, část zaměstnanci OSN a MTS. Izraelci údajně také použili špionážní systém Pegasus.